# Maserati Shamal
La Maserati Shamal è un'autovettura prodotta dalla casa automobilistica italiana Maserati in soli 369 esemplari tra il 1989 ed il 1995. Il nome, seguendo la tradizione Maserati, riprende quello di un vento caldo, Shamal appunto, che soffia in Mesopotamia.

## Il contesto
Dopo l'uscita di produzione della Maserati Kyalami nel 1983, la Maserati decise di realizzare la granturismo sua erede sulla base della Biturbo: nacque così la Maserati 228 progettata da Pierangelo Andreani, una vettura coupé a due porte basata sul telaio della Biturbo a 4 porte allungato e allargato, con una carrozzeria più grande, 5 comodi posti e finiture di lusso, che arrivò sul mercato nel 1984 e rappresentò il modello più esclusivo della serie.
Successivamente la 228 fu evoluta nella 228i (con motore a iniezione, lanciata nel 1986), ma dopo pochi anni questa venne sostituita da un modello totalmente nuovo e, soprattutto, più estremo: si trattava della Shamal, che era basata sul telaio della Maserati Karif (derivato, a propria volta, da quello della Maserati Biturbo Spyder) ed era dotata di un motore V8, anch'esso biturbo, di nuova progettazione.
La Shamal venne disegnata da Marcello Gandini, famoso per la linea della Alfa Romeo Montreal, della Lancia Stratos, della Lamborghini Countach e della Lamborghini Miura. La firma di Gandini è riconoscibile sul profilo del parafango delle ruote posteriori, che ricorda quello della Lamborghini Countach LP400 e che sarà ripreso anche nel 1994 sulla successiva Quattroporte IV.

## Estetica

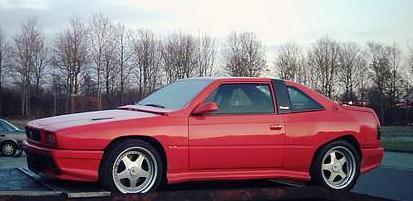
Linea laterale di una Shamal

I tratti distintivi della Shamal sono piuttosto numerosi come il caratteristico montante centrale di colore nero, che funge anche da roll-bar e supporta la sigla cromata "Shamal" e il taglio dei parafanghi posteriori; egualmente caratteristici il disegno dei cerchi in lega e la griglia copriradiatore nera sulla quale spicca un tridente cromato. Rispetto alla vettura da cui derivava, presenta un lunotto maggiormente inclinato abbinato ad una coda dalla linea rialzata e massiccia, con i quattro passaruota allargati, mentre i fari anteriori erano sdoppiati e dalla forma specifica.
Gli interni sono caratterizzati da un uso esteso della pelle, dai sedili molto avvolgenti e specifici per questo modello, dal tipico orologio ovale Maserati presente nel cruscotto e dalla presenza dell'aria condizionata.

## Tecnica
Il motore, disposto anteriormente, è un V8 da 3,2 litri di cilindrata, sovralimentato da 2 turbocompressori, sviluppa una potenza massima di 326 CV. Lo stesso motore, profondamente  modificato (in comune avrà solamente la cubatura) in seguito verrà utilizzato sulla Quattroporte del 1994 e sulla 3200 GT.
Il cambio è manuale a 6 rapporti e inoltre è presente un sistema elettronico di controllo attivo delle sospensioni che è in grado di adattarsi automaticamente alle asperità della strada e al livello di comfort richiesto o è modificabile manualmente mediante pulsantiera posta a fianco del cambio in più posizioni.
La Shamal raggiunge una velocità massima di oltre 270 km/h e scatta da 0 a 100 km/h in 5,3 secondi.